# Puchar Świata w narciarstwie dowolnym 2018/2019
Puchar Świata w narciarstwie dowolnym 2018/2019 rozpoczął się 7 września 2018 r. w nowozelandzkiej Cardronie, a zakończył 30 marca 2019 r. w Silvaplanie w Szwajcarii.
Obrońcami Kryształowej Kuli byli Kanadyjczyk Mikaël Kingsbury wśród mężczyzn oraz Sandra Näslund ze Szwecji wśród kobiet. 
Najważniejszą imprezą tego sezonu były Mistrzostwa Świata w Narciarstwie Dowolnym 2019 w Utah.

## Konkurencje
- AE = skoki akrobatyczne
- MO = jazda po muldach
- DM = jazda po muldach podwójnych
- SX = skicross
- HP = Halfpipe
- SS = Slopestyle
- BA = Big Air

## Kalendarz

### Mężczyźni
| Lp                                                                        | Data              | Miejscowość           | Konkurencja | 1. Miejsce                                  | 2. Miejsce                                  | 3. Miejsce                                 |
| ------------------------------------------------------------------------- | ----------------- | --------------------- | ----------- | ------------------------------------------- | ------------------------------------------- | ------------------------------------------ |
| 1.                                                                        | 7 września 2018   | Cardrona              | BA          | Andri Ragettli                              | Evan McEachran                              | Finn Bilous                                |
| 2.                                                                        | 4 listopada 2018  | Modena                | BA          | Birk Ruud                                   | Alexander Hall                              | Andri Ragettli                             |
| 3.                                                                        | 23 listopada 2018 | Stubai                | SS          | Henrik Harlaut                              | Mac Forehand                                | Ferdinand Dahl                             |
| 4.                                                                        | 7 grudnia 2018    | Copper Mountain       | HP          | Aaron Blunck                                | Miguel Porteous                             | David Wise                                 |
| 5.                                                                        | 7 grudnia 2018    | Ruka                  | MO          | Mikaël Kingsbury                            | Benjamin Cavet                              | Walter Wallberg                            |
| 6.                                                                        | 7 grudnia 2018    | Val Thorens           | SX          | Odwołano                                    | Odwołano                                    | Odwołano                                   |
| 7.                                                                        | 8 grudnia 2018    | Val Thorens           | SX          | Odwołano                                    | Odwołano                                    | Odwołano                                   |
| 8.                                                                        | 15 grudnia 2018   | Montafon              | SX          | Odwołano                                    | Odwołano                                    | Odwołano                                   |
| 9.                                                                        | 15 grudnia 2018   | Thaiwoo               | MO          | Mikaël Kingsbury                            | Ikuma Horishima                             | Dmitrij Rejcherd                           |
| 10.                                                                       | 16 grudnia 2018   | Thaiwoo               | DM          | Mikaël Kingsbury                            | Oskar Elofsson                              | Benjamin Cavet                             |
| 11.                                                                       | 17 grudnia 2018   | Arosa                 | SX          | Jonas Lenherr                               | Victor Öhling Norberg                       | Alex Fiva                                  |
| 12.                                                                       | 20 grudnia 2018   | Secret Garden         | HP          | Simon d’Artois                              | Nico Porteous                               | Hunter Hess                                |
| 13.                                                                       | 21 grudnia 2018   | Innichen              | SX          | Jonathan Midol                              | Bastien Midol                               | Brady Leman                                |
| 14.                                                                       | 22 grudnia 2018   | Innichen              | SX          | Joos Berry                                  | Bastien Midol                               | Jonathan Midol                             |
| 15.                                                                       | 12 stycznia 2019  | Font-Romeu            | SS          | Alexander Hall                              | Philippe Langevin                           | Andri Ragettli                             |
| 16.                                                                       | 12 stycznia 2019  | Calgary               | MO          | Mikaël Kingsbury                            | Walter Wallberg                             | Daichi Hara                                |
| 17.                                                                       | 18 stycznia 2019  | Lake Placid           | MO          | Benjamin Cavet                              | Walter Wallberg                             | Matt Graham                                |
| 18.                                                                       | 19 stycznia 2019  | Lake Placid           | AE          | Maksim Burow                                | Wang Xindi                                  | Stanisław Nikitin                          |
| 19.                                                                       | 19 stycznia 2019  | Idre Fjäll            | SX          | Alex Fiva                                   | Bastien Midol                               | Daniel Traxler                             |
| 20.                                                                       | 20 stycznia 2019  | Idre Fjäll            | SX          | Jean Frédéric Chapuis                       | Daniel Traxler                              | Romain Détraz                              |
| 21.                                                                       | 26 stycznia 2019  | Blue Mountain         | SX          | Brady Leman                                 | Bastien Midol                               | Johannes Rohrweck                          |
| 22.                                                                       | 26 stycznia 2019  | Mont-Tremblant        | MO          | Mikaël Kingsbury                            | Ikuma Horishima                             | Dmitrij Rejcherd                           |
| 23.                                                                       | 27 stycznia 2019  | Seiseralm             | SS          | Max Moffatt                                 | Oliwer Magnusson                            | Kiernan Fagan                              |
| 1 – 10 lutego 2019 Mistrzostwa Świata w Narciarstwie Dowolnym 2019 – Utah |                   |                       |             |                                             |                                             |                                            |
| 24.                                                                       | 13 lutego 2019    | Sankt Petersburg      | AE          | Odwołano                                    | Odwołano                                    | Odwołano                                   |
| 25.                                                                       | 16 lutego 2019    | Calgary               | HP          | David Wise                                  | Nico Porteous                               | Noah Bowman                                |
| 26.                                                                       | 16 lutego 2019    | Feldberg              | SX          | Ryan Regez                                  | Florian Wilmsmann                           | Kevin Drury                                |
| 27.                                                                       | 17 lutego 2019    | Feldberg              | SX          | Jean Frédéric Chapuis                       | Romain Détraz                               | Ryan Regez                                 |
| 28.                                                                       | 16 lutego 2019    | Moskwa                | AE          | Stanisław Nikitin                           | Wang Xindi                                  | Noé Roth                                   |
| 29.                                                                       | 23 lutego 2019    | Mińsk                 | AE          | Maksim Burow                                | Anton Kusznir                               | Stanisław Nikitin                          |
| 30.                                                                       | 23 lutego 2019    | Sołniecznaja dolina   | SX          | Bastien Midol                               | Filip Flisar                                | Jean Frédéric Chapuis                      |
| 31.                                                                       | 24 lutego 2019    | Sołniecznaja dolina   | SX          | Bastien Midol                               | Alex Fiva                                   | Brady Leman                                |
| 32.                                                                       | 23 lutego 2019    | Tazawako              | MO          | Mikaël Kingsbury                            | Philippe Marquis                            | Bradley Wilson                             |
| 33.                                                                       | 24 lutego 2019    | Tazawako              | DM          | Mikaël Kingsbury                            | Ikuma Horishima                             | Benjamin Cavet                             |
| 34.                                                                       | 2 marca 2019      | Szymbulak             | MO          | Ikuma Horishima                             | Mikaël Kingsbury                            | Walter Wallberg                            |
| 35.                                                                       | 3 marca 2019      | Szymbulak             | DM          | Odwołano                                    | Odwołano                                    | Odwołano                                   |
| 36.                                                                       | 2 marca 2019      | Shimao Lotus Mountain | AE          | Sun Jiaxu                                   | Wang Xindi                                  | Eric Loughran                              |
| 37.                                                                       | 3 marca 2019      | Shimao Lotus Mountain | AE          | Sun Jiaxu                                   | Noé Roth                                    | Anton Kusznir                              |
| 38.                                                                       | 3 marca 2019      | Shimao Lotus Mountain | AE mieszane | Chiny 1 Xu Mengtao · Sun Jiaxu · Wang Xindi | Chiny 2 Xu Sicun · Yang Longxiao · Wu Shudi | Chiny 3 Jia Liya · Li Boyan · Yang Renlong |
| 39.                                                                       | 9 marca 2019      | Mammoth Mountain      | HP          | Birk Irving                                 | Simon d’Artois                              | Thomas Krief                               |
| 40.                                                                       | 10 marca 2019     | Mammoth Mountain      | SS          | Mac Forehand                                | Ferdinand Dahl                              | Kiernan Fagan                              |
| 41.                                                                       | 16 marca 2019     | Québec                | BA          | Lukas Müllauer                              | Fabian Bösch                                | Andri Ragettli                             |
| 42.                                                                       | 17 marca 2019     | Québec                | SS          | Odwołano                                    | Odwołano                                    | Odwołano                                   |
| 43.                                                                       | 17 marca 2019     | Veysonnaz             | SX          | Jean Frédéric Chapuis                       | Brady Leman                                 | Bastien Midol                              |
| 44.                                                                       | 21 marca 2019     | Tignes                | HP          | Odwołano                                    | Odwołano                                    | Odwołano                                   |
| 45.                                                                       | 23 marca 2019     | Oslo                  | BA          | Odwołano                                    | Odwołano                                    | Odwołano                                   |
| 46.                                                                       | 30 marca 2019     | Silvaplana            | SS          | Andri Ragettli                              | Colby Stevenson                             | Fabian Bösch                               |

### Kobiety
| Lp                                                                        | Data              | Miejscowość           | Konkurencja | 1. Miejsce                                  | 2. Miejsce                                  | 3. Miejsce                                 |
| ------------------------------------------------------------------------- | ----------------- | --------------------- | ----------- | ------------------------------------------- | ------------------------------------------- | ------------------------------------------ |
| 1.                                                                        | 7 września 2018   | Cardrona              | BA          | Elena Gaskell                               | Caroline Claire                             | Yuki Tsubota                               |
| 2.                                                                        | 4 listopada 2018  | Modena                | BA          | Mathilde Gremaud                            | Sarah Höfflin                               | Kea Kühnel                                 |
| 3.                                                                        | 23 listopada 2018 | Stubai                | SS          | Kelly Sildaru                               | Sarah Höfflin                               | Mathilde Gremaud                           |
| 4.                                                                        | 7 grudnia 2018    | Copper Mountain       | HP          | Kelly Sildaru                               | Cassie Sharpe                               | Brita Sigourney                            |
| 5.                                                                        | 7 grudnia 2018    | Ruka                  | MO          | Perrine Laffont                             | Julija Gałyszewa                            | Tess Johnson                               |
| 6.                                                                        | 7 grudnia 2018    | Val Thorens           | SX          | Odwołano                                    | Odwołano                                    | Odwołano                                   |
| 7.                                                                        | 8 grudnia 2018    | Val Thorens           | SX          | Odwołano                                    | Odwołano                                    | Odwołano                                   |
| 8.                                                                        | 15 grudnia 2018   | Montafon              | SX          | Odwołano                                    | Odwołano                                    | Odwołano                                   |
| 9.                                                                        | 15 grudnia 2018   | Thaiwoo               | MO          | Jaelin Kauf                                 | Jakara Anthony                              | Perrine Laffont                            |
| 10.                                                                       | 16 grudnia 2018   | Thaiwoo               | DM          | Jaelin Kauf                                 | Perrine Laffont                             | Julija Gałyszewa                           |
| 11.                                                                       | 17 grudnia 2018   | Arosa                 | SX          | Fanny Smith                                 | Sandra Näslund                              | Marielle Thompson                          |
| 12.                                                                       | 20 grudnia 2018   | Secret Garden         | HP          | Zhang Kexin                                 | Rachael Karker                              | Li Fanghui                                 |
| 13.                                                                       | 21 grudnia 2018   | Innichen              | SX          | Fanny Smith                                 | Sandra Näslund                              | Marielle Berger-Sabbatel                   |
| 14.                                                                       | 22 grudnia 2018   | Innichen              | SX          | Sandra Näslund                              | Marielle Thompson                           | Sanna Lüdi                                 |
| 15.                                                                       | 12 stycznia 2019  | Font-Romeu            | SS          | Sarah Höfflin                               | Eileen Gu                                   | Giulia Tanno                               |
| 16.                                                                       | 12 stycznia 2019  | Calgary               | MO          | Julija Gałyszewa                            | Perrine Laffont                             | Jaelin Kauf                                |
| 17.                                                                       | 18 stycznia 2019  | Lake Placid           | MO          | Jakara Anthony                              | Perrine Laffont                             | Tess Johnson                               |
| 18.                                                                       | 19 stycznia 2019  | Lake Placid           | AE          | Xu Mengtao                                  | Shao Qi                                     | Xu Nuo                                     |
| 19.                                                                       | 19 stycznia 2019  | Idre Fjäll            | SX          | Heidi Zacher                                | Marielle Thompson                           | Fanny Smith                                |
| 20.                                                                       | 20 stycznia 2019  | Idre Fjäll            | SX          | Fanny Smith                                 | Brittany Phelan                             | Kelsey Serwa                               |
| 21.                                                                       | 26 stycznia 2019  | Blue Mountain         | SX          | Fanny Smith                                 | Marielle Thompson                           | Alizée Baron                               |
| 22.                                                                       | 26 stycznia 2019  | Mont-Tremblant        | MO          | Perrine Laffont                             | Jakara Anthony                              | Justine Dufour-Lapointe                    |
| 23.                                                                       | 27 stycznia 2019  | Seiseralm             | SS          | Eileen Gu                                   | Megan Oldham                                | Julia Krass                                |
| 1 – 10 lutego 2019 Mistrzostwa Świata w Narciarstwie Dowolnym 2019 – Utah |                   |                       |             |                                             |                                             |                                            |
| 24.                                                                       | 13 lutego 2019    | Sankt Petersburg      | AE          | Odwołano                                    | Odwołano                                    | Odwołano                                   |
| 25.                                                                       | 16 lutego 2019    | Calgary               | HP          | Cassie Sharpe                               | Rachael Karker                              | Zhang Kexin                                |
| 26.                                                                       | 16 lutego 2019    | Feldberg              | SX          | Sandra Näslund                              | Lisa Andersson                              | Alizée Baron                               |
| 27.                                                                       | 17 lutego 2019    | Feldberg              | SX          | Sandra Näslund                              | Andrea Limbacher                            | Brittany Phelan                            |
| 28.                                                                       | 16 lutego 2019    | Moskwa                | AE          | Alaksandra Ramanouska                       | Laura Peel                                  | Xu Mengtao                                 |
| 29.                                                                       | 23 lutego 2019    | Mińsk                 | AE          | Xu Mengtao                                  | Xu Sicun                                    | Shao Qi                                    |
| 30.                                                                       | 23 lutego 2019    | Sołniecznaja dolina   | SX          | Fanny Smith                                 | Sandra Näslund                              | Andrea Limbacher                           |
| 31.                                                                       | 24 lutego 2019    | Sołniecznaja dolina   | SX          | Fanny Smith                                 | Sanna Lüdi                                  | Alizée Baron                               |
| 32.                                                                       | 23 lutego 2019    | Tazawako              | MO          | Perrine Laffont                             | Jakara Anthony                              | Julija Gałyszewa                           |
| 33.                                                                       | 24 lutego 2019    | Tazawako              | DM          | Perrine Laffont                             | Jaelin Kauf                                 | Jakara Anthony                             |
| 34.                                                                       | 2 marca 2019      | Szymbulak             | MO          | Julija Gałyszewa                            | Perrine Laffont                             | Justine Dufour-Lapointe                    |
| 35.                                                                       | 3 marca 2019      | Szymbulak             | DM          | Odwołano                                    | Odwołano                                    | Odwołano                                   |
| 36.                                                                       | 2 marca 2019      | Shimao Lotus Mountain | AE          | Laura Peel                                  | Xu Sicun                                    | Ashley Caldwell                            |
| 37.                                                                       | 3 marca 2019      | Shimao Lotus Mountain | AE          | Xu Mengtao                                  | Ashley Caldwell                             | Xu Sicun                                   |
| 38.                                                                       | 3 marca 2019      | Shimao Lotus Mountain | AE mieszane | Chiny 1 Xu Mengtao · Sun Jiaxu · Wang Xindi | Chiny 2 Xu Sicun · Yang Longxiao · Wu Shudi | Chiny 3 Jia Liya · Li Boyan · Yang Renlong |
| 39.                                                                       | 9 marca 2019      | Mammoth Mountain      | HP          | Cassie Sharpe                               | Kelly Sildaru                               | Zhang Kexin                                |
| 40.                                                                       | 10 marca 2019     | Mammoth Mountain      | SS          | Mathilde Gremaud                            | Johanne Killi                               | Megan Oldham                               |
| 41.                                                                       | 16 marca 2019     | Québec                | BA          | Mathilde Gremaud                            | Kea Kühnel                                  | Elena Gaskell                              |
| 42.                                                                       | 17 marca 2019     | Québec                | SS          | Odwołano                                    | Odwołano                                    | Odwołano                                   |
| 43.                                                                       | 17 marca 2019     | Veysonnaz             | SX          | Marielle Thompson                           | Sandra Näslund                              | Alizée Baron                               |
| 44.                                                                       | 21 marca 2019     | Tignes                | HP          | Odwołano                                    | Odwołano                                    | Odwołano                                   |
| 45.                                                                       | 23 marca 2019     | Oslo                  | BA          | Odwołano                                    | Odwołano                                    | Odwołano                                   |
| 46.                                                                       | 30 marca 2019     | Silvaplana            | SS          | Megan Oldham                                | Tess Ledeux                                 | Silvia Bertagna                            |

## Klasyfikacje

### Mężczyźni
| Lp. | Zawodnik              | Punkty |
| --- | --------------------- | ------ |
| 1.  | Mikaël Kingsbury      | 91,67  |
| 2.  | Bastien Midol         | 68,73  |
| 3.  | Wang Xindi            | 63,20  |
| 4.  | Sun Jiaxu             | 59,60  |
| 5.  | Ikuma Horishima       | 57,44  |
| 6.  | Benjamin Cavet        | 52,22  |
| 7.  | Jean Frédéric Chapuis | 52,00  |
| 8.  | Walter Wallberg       | 51,22  |
| 9.  | Simon d’Artois        | 51,20  |
| 10. | Anton Kusznir         | 49,80  |

| Lp. | Zawodnik              | Punkty |
| --- | --------------------- | ------ |
| 1.  | Wang Xindi            | 316    |
| 2.  | Sun Jiaxu             | 298    |
| 3.  | Anton Kusznir         | 249    |
| 4.  | Maksim Burow          | 236    |
| 5.  | Stanisław Nikitin     | 220    |
| 6.  | Noé Roth              | 169    |
| 7.  | Eric Loughran         | 150    |
| 8.  | Christopher Lillis    | 136    |
| 9.  | Felix Cormier-Boucher | 121    |
| 10. | Justin Schoenefeld    | 120    |

| Lp. | Zawodnik         | Punkty |
| --- | ---------------- | ------ |
| 1.  | Mikaël Kingsbury | 825    |
| 2.  | Ikuma Horishima  | 517    |
| 3.  | Benjamin Cavet   | 470    |
| 4.  | Walter Wallberg  | 461    |
| 5.  | Matt Graham      | 343    |
| 6.  | Daichi Hara      | 325    |
| 7.  | Bradley Wilson   | 303    |
| 8.  | Dmitrij Rejcherd | 232    |
| 9.  | Casey Andringa   | 206    |
| 10. | Jimi Salonen     | 199    |

| Lp. | Zawodnik              | Punkty |
| --- | --------------------- | ------ |
| 1.  | Bastien Midol         | 756    |
| 2.  | Jean Frédéric Chapuis | 572    |
| 3.  | Alex Fiva             | 503    |
| 4.  | Brady Leman           | 419    |
| 5.  | Florian Wilmsmann     | 307    |
| 6.  | Daniel Traxler        | 285    |
| 7.  | Jonathan Midol        | 284    |
| 8.  | Jonas Lenherr         | 272    |
| 9.  | Ryan Regez            | 267    |
| 10. | Romain Détraz         | 260    |

| Lp. | Zawodnik        | Punkty |
| --- | --------------- | ------ |
| 1.  | Simon d’Artois  | 256    |
| 2.  | Nico Porteous   | 225    |
| 3.  | David Wise      | 210    |
| 4.  | Hunter Hess     | 178    |
| 5.  | Thomas Krief    | 164    |
| 6.  | Birk Irving     | 158    |
| 7.  | Noah Bowman     | 124    |
| 8.  | Miguel Porteous | 120    |
| 9.  | Brendan MacKay  | 115    |
| 10. | Aaron Blunck    | 104    |

| Lp. | Zawodnik          | Punkty |
| --- | ----------------- | ------ |
| 1.  | Mac Forehand      | 247    |
| 2.  | Max Moffatt       | 213    |
| 3.  | Andri Ragettli    | 205    |
| 4.  | Oliwer Magnusson  | 185    |
| 5.  | Colby Stevenson   | 167    |
| 6.  | Alexander Hall    | 147    |
| 7.  | Colin Wili        | 147    |
| 8.  | Philippe Langevin | 142    |
| 9.  | Ferdinand Dahl    | 140    |
| 10. | Kiernan Fagan     | 132    |

| Lp. | Zawodnik               | Punkty |
| --- | ---------------------- | ------ |
| 1.  | Andri Ragettli         | 220    |
| 2.  | Birk Ruud              | 172    |
| 3.  | Fabian Bösch           | 130    |
| 4.  | Lukas Müllauer         | 105    |
| 5.  | Evan McEachran         | 104    |
| 6.  | Alexander Hall         | 98     |
| 7.  | Finn Bilous            | 92     |
| 8.  | Alex Beaulieu-Marchand | 86     |
| 9.  | Kai Mahler             | 72     |
| 10. | Elias Syrjä            | 57     |

### Kobiety
| Lp. | Zawodniczka       | Punkty |
| --- | ----------------- | ------ |
| 1.  | Perrine Laffont   | 86,67  |
| 2.  | Xu Mengtao        | 82,00  |
| 3.  | Fanny Smith       | 72,64  |
| 4.  | Sandra Näslund    | 68,64  |
| 5.  | Jaelin Kauf       | 63,33  |
| 6.  | Jakara Anthony    | 60,56  |
| 7.  | Xu Sicun          | 59,80  |
| 8.  | Marielle Thompson | 59,64  |
| 9.  | Julija Gałyszewa  | 59,22  |
| 10. | Megan Oldham      | 56,20  |

| Lp. | Zawodniczka           | Punkty |
| --- | --------------------- | ------ |
| 1.  | Xu Mengtao            | 410    |
| 2.  | Xu Sicun              | 299    |
| 3.  | Laura Peel            | 256    |
| 4.  | Ashley Caldwell       | 240    |
| 5.  | Shao Qi               | 202    |
| 6.  | Madison Vermette      | 197    |
| 7.  | Winter Vinecki        | 156    |
| 8.  | Olha Poluk            | 143    |
| 9.  | Alaksandra Ramanouska | 128    |
| 10. | Megan Nick            | 125    |

| Lp. | Zawodniczka             | Punkty |
| --- | ----------------------- | ------ |
| 1.  | Perrine Laffont         | 780    |
| 2.  | Jaelin Kauf             | 570    |
| 3.  | Jakara Anthony          | 545    |
| 4.  | Julija Gałyszewa        | 533    |
| 5.  | Tess Johnson            | 349    |
| 6.  | Justine Dufour-Lapointe | 303    |
| 7.  | Chloé Dufour-Lapointe   | 291    |
| 8.  | Junko Hoshino           | 241    |
| 9.  | Hinako Tomitaka         | 238    |
| 10. | Laura Grasemann         | 237    |

| Lp. | Zawodniczka       | Punkty |
| --- | ----------------- | ------ |
| 1.  | Fanny Smith       | 799    |
| 2.  | Sandra Näslund    | 755    |
| 3.  | Marielle Thompson | 656    |
| 4.  | Alizée Baron      | 484    |
| 5.  | Brittany Phelan   | 467    |
| 6.  | Andrea Limbacher  | 419    |
| 7.  | Sanna Lüdi        | 418    |
| 8.  | Kelsey Serwa      | 355    |
| 9.  | Heidi Zacher      | 348    |
| 10. | India Sherret     | 321    |

| Lp. | Zawodniczka     | Punkty |
| --- | --------------- | ------ |
| 1.  | Cassie Sharpe   | 280    |
| 2.  | Rachael Karker  | 260    |
| 3.  | Zhang Kexin     | 256    |
| 4.  | Kelly Sildaru   | 180    |
| 5.  | Li Fanghui      | 156    |
| 6.  | Brita Sigourney | 150    |
| 7.  | Abigale Hansen  | 130    |
| 8.  | Jang Yu-jin     | 108    |
| 9.  | Yurie Watabe    | 107    |
| 10. | Elisabeth Gram  | 86     |

| Lp. | Zawodniczka      | Punkty |
| --- | ---------------- | ------ |
| 1.  | Megan Oldham     | 281    |
| 2.  | Sarah Höfflin    | 280    |
| 3.  | Eileen Gu        | 204    |
| 4.  | Mathilde Gremaud | 192    |
| 5.  | Silvia Bertagna  | 184    |
| 6.  | Johanne Killi    | 182    |
| 7.  | Julia Krass      | 155    |
| 8.  | Caroline Claire  | 121    |
| 9.  | Tess Ledeux      | 118    |
| 10. | Kelly Sildaru    | 100    |

| Lp. | Zawodniczka       | Punkty |
| --- | ----------------- | ------ |
| 1.  | Elena Gaskell     | 210    |
| 2.  | Mathilde Gremaud  | 200    |
| 3.  | Kea Kühnel        | 140    |
| 4.  | Silvia Bertagna   | 118    |
| 5.  | Yuki Tsubota      | 110    |
| 6.  | Caroline Claire   | 109    |
| 7.  | Sarah Höfflin     | 80     |
| 8.  | Coline Ballet-Baz | 76     |
| 9.  | Margaux Hackett   | 56     |
| 10. | Megan Oldham      | 45     |
| 10. | Lara Wolf         | 45     |
| 10. | Dara Howell       | 45     |

| Lp. | Państwo           | Punkty |
| --- | ----------------- | ------ |
| 1.  | Kanada            | 6266   |
| 2.  | Stany Zjednoczone | 4980   |
| 3.  | Szwajcaria        | 4505   |
| 4.  | Francja           | 4206   |
| 5.  | Szwecja           | 2699   |
| 6.  | Chiny             | 1972   |
| 7.  | Niemcy            | 1883   |
| 8.  | Japonia           | 1748   |
| 9.  | Austria           | 1747   |
| 10. | Australia         | 1704   |